# Arab Times
Arab Times (араб. عرب تايمز ‎) — газета США, выходящая на арабском и английском языках с 1986 года.

## История
Основана доктором Усамой Фаузи (род. 1949) из Иордании, который в 1975 году переехал в ОАЭ, а оттуда в 1984 году эмигрировал в США. Главный офис находится в городе Хьюстон (штат Техас). Газета выходит в печать с 1986 года. В 1997 году был запущен официальный сайт газеты, который представляет собой электронную версию всех печатных номеров; уже позднее была добавлена англоязычная версия. Газета публикует новости о политике стран Ближнего Востока и собственно политических лидерах арабских стран, а также о жизни арабских общин в Западной Европе и США. Газета выходит в 35 штатах США, а также в Великобритании, Франции, Германии, Дании, Швеции и Канаде. Подписчики газеты из США, Канады, Европы и Среднего Востока имеют доступ к онлайн-версии газеты.

## Критика
Правительства арабских стран обвиняют газету в необъективности и искажении информации, что приводило нередко к скандалам: так, фигурантом одного из таких скандалов стала первая женщина в парламенте Иордании, Туджан аль-Фейсал. Газета де-факто запрещена к распространению в арабских странах в печатном виде, там же регулярно блокируется доступ к её сайту. В большинстве случаев статьи газеты подвергаются критике в арабских странах.
В 1994 году суд Вирджинии вынужден был выплатить компенсацию в размере 159 тысяч долларов США телерадиоведущей из Ирака Шамим Ноэль Рассам, в отношении которой газета опубликовала три клеветнические статьи. Главный редактор газеты оспорил решение и подал жалобу в четвёртый апелляционный суд США, который сократил итоговую компенсацию до 53 тысяч долларов США, не найдя в двух из трёх статей никаких следов клеветы.